# Ville provinciale (république de Chine)
Pour les articles homonymes, voir Ville provinciale.
À Taïwan, la ville provinciale (chinois traditionnel : 省轄市 ; pinyin : shěngxiáshì, anglais : provincial city) (également appelée la ville, chinois traditionnel : 市 ; pinyin : shì, anglais : city) est une subdivision administrative de premier niveau.

## Hiérarchie
Dans la hiérarchie des organes de gouvernement autonomes (anglais : self-governing bodies), la ville provinciale se classe au premier niveau, au même rang que la municipalité spéciale et le comté.
Chaque ville provinciale est décomposée en districts,.

## Liste des villes provinciales
Les villes provinciales sont actuellement au nombre de trois : 
- Chiayi ;
- Hsinchu ;
- Keelung.

## Organisation
Chaque ville provinciale est représentée par un conseil et un gouvernement.
Le conseil, responsable des activités législatives de la ville provinciale, est composé de membres élus pour un mandat de quatre ans renouvelable.
Le gouvernement, responsable des activités administratives de la ville provinciale, est représenté par un maire, élu pour un mandat de quatre ans renouvelable une fois.